# Putkapel
De Putkapel van Wilsele was een kleine kapel, die dienstdeed als kerkje voor de inwoners van Laag-Wilsele, later Wilsele-Putkapel geheten. De kapel was gewijd aan Sint-Agatha.

## Ontstaan
De kapel werd opgericht voor het jaar 1400; door wie is niet bekend. Waarschijnlijk werd de opdracht tot bouw gegeven door Wouter Roelants, heer van Wilsele van 1393 tot 1439. De kapel stond dicht bij de openbare waterput, omdat daar altijd relatief veel mensen kwamen, en kreeg daardoor de benaming Putkapel. Als patrones kreeg de kapel de heilige Agatha. Er stond ook een Latijns opschrift boven de deur, dat was volgens Molanus: "Sancta Agatha ad fontem." Het wordt vertaald als: "De heilige Agatha aan de Vunt". In de sacristie van de huidige kerk wordt deze tekst bewaard. De klok uit de oude kapel dient nu als consecratiebel. Een achttien- of negentiende-eeuws schilderij van de heilige Agatha prijkt nu boven het tabernakel. Het oude beeldje is in de jaren zestig van de twintigste eeuw gestolen en nooit meer teruggevonden. Een negentiende-eeuws beeld afkomstig van een afgebroken kapel uit Bierbeek vervangt het gestolen beeldje.

## Brand
Op 15 september 1451 brandde de houten kapel tot op de grond af. Ze werd wederopgebouwd, ditmaal in steen, maar wanneer werd niet vermeld. Rond 1620 moest er een nieuw dak geplaatst worden.

## Kapelaans van de Putkapel
- Lambertus d'Oupeya (1416-1452)
- Petrus Oeslinger (1452-?)
- Jordanus Clerk (circa 1516)
- Henricus Nach
- Pastoors van Holsbeek (1658-1835)
- Felix Joannes Norbertus Verstraeten (1835-1837)
- Joannes Franciscus Jaquemyn (1837-1839)
- Cornelius van Horck (1839-1859)
- Josephus Benedictus van Hinsbergh (1859-1866)
- Joannes Francisus Hendrickx (1866-1879)
- Petrus Franciscus Josephus Craenen (1879-1891)
- Jan van Geel (werd later de eerste pastoor van Wilsele-Putkapel) (1891-1895)

## Afbraak en nieuwe kerk
In 1901 werd de kapel afgebroken en werd een nieuwe kerk in gebruik genomen, de Sint-Agathakerk te Wilsele-Putkapel dat sinds 1895 een zelfstandige parochie is geworden, los van Wilsele-Dorp.